# Emys trinacris
Emys trinacris är en sköldpaddsart som beskrevs av  Fritz, Fattizzo, Guicking, Tripepi, Pennisi, Lenk, Joger och Michael Wink 2005. Arten ingår i släktet Emys och familjen kärrsköldpaddor. IUCN kategoriserar arten globalt som otillräckligt studerad. Inga underarter finns listade i Catalogue of Life.
Emys trinacris lever på Sicilien.